# PDLIM3
PDLIM3 (англ. PDZ and LIM domain 3) – білок, який кодується однойменним геном, розташованим у людей на короткому плечі 4-ї хромосоми.  Довжина поліпептидного ланцюга білка становить 364 амінокислот, а молекулярна маса — 39 232.
| 10         |  | 20         |  | 30         |  | 40         |  | 50         |
| ---------- |  | ---------- |  | ---------- |  | ---------- |  | ---------- |
| MPQTVILPGP |  | APWGFRLSGG |  | IDFNQPLVIT |  | RITPGSKAAA |  | ANLCPGDVIL |
| AIDGFGTESM |  | THADAQDRIK |  | AAAHQLCLKI |  | DRGETHLWSP |  | QVSEDGKAHP |
| FKINLESEPQ |  | DGNYFEHKHN |  | IRPKPFVIPG |  | RSSGCSTPSG |  | IDCGSGRSTP |
| SSVSTVSTIC |  | PGDLKVAAKL |  | APNIPLEMEL |  | PGVKIVHAQF |  | NTPMQLYSDD |
| NIMETLQGQV |  | STALGETPLM |  | SEPTASVPPE |  | SDVYRMLHDN |  | RNEPTQPRQS |
| GSFRVLQGMV |  | DDGSDDRPAG |  | TRSVRAPVTK |  | VHGGSGGAQR |  | MPLCDKCGSG |
| IVGAVVKARD |  | KYRHPECFVC |  | ADCNLNLKQK |  | GYFFIEGELY |  | CETHARARTK |
| PPEGYDTVTL |  | YPKA       |  |            |  |            |  |            |

A: Аланін

C: Цистеїн

D: Аспарагінова кислота

E: Глутамінова кислота

F: Фенілаланін

G: Гліцин

H: Гістидин

I: Ізолейцин

K: Лізин

L: Лейцин

M: Метіонін

N: Аспарагін

P: Пролін

Q: Глутамін

R: Аргінін

S: Серин

T: Треонін

V: Валін

W: Триптофан

Кодований геном білок за функцією належить до фосфопротеїнів. 
Задіяний у таких біологічних процесах як поліморфізм, альтернативний сплайсинг. 
Білок має сайт для зв'язування з іонами металів, іоном цинку. 
Локалізований у цитоплазмі.